# Furacão Edith (1971)
Furacão Edith foi o furacão mais forte a formar-se durante a Temporada de furacões no Atlântico de 1971 e o furacão de Categoria 5 no Atlântico a ter atingido o solo mais ao sul até ser superado pelo Furacão Felix, em 2007. O Furacão Edith desenvolveu-se a partir duma onda tropical em 5 de setembro e rapidamente transformou-se num furacão no Mar do Caribe. O Furacão Edith intensificou-se rapidamente em 9 de setembro e atingiu o solo no Cabo Gracias a Dios como um furacão de Categoria 5 na Escala de furacões de Saffir-Simpson. Rapidamente perdeu intensidade na América Central e depois de entrar brevemente no Golfo de Honduras, atravessou a Península de Iucatã, no México. Depois de atravessar o Golfo do México, um cavado desviou a tempestade para o nordeste e o Furacão Edith, depois de ter restabelecido-se enquanto acelerava em direção à costa, atingiu a Luisiana com ventos de 105 mph (170 km/h) em 16 de setembro. O Furacão Edith enfraqueceu-se sobre o solo e dissipou-se sobre a Geórgia em 18 de setembro.
O furacão matou duas pessoas quando passou perto de Aruba. Atingindo o nordeste da América Central como um furacão de Categoria 5, o Furacão Edith destruiu centenas de casas e matou ao menos 35 pessoas. No Texas, as marés altas causaram inundações costeiras, mas poucos danos. O Furacão Edith causou danos moderados a fortes em partes da Luisiana devido às inundações e devido a um surto de tornados provocado pela tempestade. Um tornado, classificado como F3 na Escala Fujita, danificou várias casas e feriu várias pessoas em Baton Rouge. O surto de tornados estendeu-se para o leste até a Flórida, sendo que alguns tornados destruíram prédios inteiros. Os danos nos Estados Unidos totalizaram US$ 25 milhões (em 1971; US$ 151 milhões em 2017).

## História meteorológica
Uma onda tropical se moveu na costa da África perto de Dacar em 31 de agosto. Se moveu para o oeste na Zona de Convergência Intertropical e se organizou em um distúrbio tropical em 2 de setembro com uma pequena área circular de convecção. O sistema mudou-se para oeste e, em 3 de setembro, a convecção diminuiu após mover-se para oeste de 40 °W. No dia seguinte, a perturbação tropical mal era perceptível nas nuvens da Zona de Convergência Intertropical. A onda gradualmente se separou do ITCZ e com base em um voo de reconhecimento que confirmou a existência de uma circulação de baixo nível, estima-se que o sistema se desenvolveu em uma depressão tropical em 5 de setembro, enquanto localizado 255 milhas (415 quilômetros) a leste de Granada.
A depressão moveu-se rapidamente para o oeste e atravessou as Pequenas Antilhas ao sul no início de 6 de setembro. A porção sul da circulação passou sobre o nordeste da Venezuela, embora depois de entrar no Mar do Caribe, outro voo de reconhecimento não tenha sido capaz de confirmar a existência da circulação de baixo nível. Pouco tempo depois, enquanto se movia para uma área de leve cortante do vento, foi capaz de se organizar e se fortalecer ainda mais, e em 7 de setembro, a depressão se fortaleceu na Tempestade Tropical Edith perto da ilha de Curaçau. Embora inicialmente, uma área de baixa pressão de nível superior de núcleo frio persistisse cerca de 750 milhas (1200 quilômetros) a noroeste da tempestade, Edith moveu-se para oeste-noroeste devido à influência de uma crista estreita e persistente de alta pressão, que se estendia do sudoeste do Oceano Atlântico para o golfo do México. Conforme a tempestade continuou em águas abertas do Caribe, a área de baixa pressão de nível superior gradualmente enfraqueceu e foi substituída por um anticiclone. Isso permitiu que a tempestade se intensificasse ainda mais e, em 8 de setembro, Edith se tornou um furacão no centro-sul do mar do Caribe.